# Gálffy Ignác
Primor szombatfalvi Gálffy Ignác (Szombatfalva, 1859. február 1. – Miskolc, 1940. július 10.) magyar pedagógus, iskolaigazgató, régész.

## Életrajza, pályafutása
A nagy múltú, székely főnemesi Gálffy család sarja az erdélyi Szombatfalván (azóta Székelyudvarhelybe beolvadt) született. A székelyudvarhelyi református kollégiumban érettségizett, majd Budapesten szerzett matematika–fizika szakos tanári diplomát. Először 1880-tól Désen, majd 1891-től Miskolcon tanított. Felesége a hidasnémeti birtokos, járásbíró lánya, marcinfalvi Drisnyei Anna volt, akitől 1894-ben Hidasnémetiben született Imre fia (mert Gálffy akkor ott tanított), egy nővére és egy öccse mellett. Felesége 1931-ben meghalt. Második felesége dr. Tarczay Erzsébet (1890–1978) gimnáziumi tanár és író volt, akit 1934-ben vett nőül. Az 1886-ban, a Kereskedelmi és Iparkamara által alapított miskolci Fiú Felső-Kereskedelmi Iskola első igazgatója volt 1921-ig. Ő vezette be – elsőként az országban –, hogy telente jégpályát létesítsenek az iskola udvarán. A Miskolczi Athléta Kör elnöke volt, de számos más egyesülés munkájában is részt vett, még a törvényhatóságnak is tagja volt. Egyik alapítója volt a Borsod-Miskolci Múzeum Egyesületnek, és 1907-től haláláig elnöke is. Ennek érdekében régészeti kutatásokat, ásatásokat irányított, néprajzi kutatásokat végzett, hogy a múzeum kiállítási anyagát bővíthessék. Tankönyveket és regényeket is írt. Sokat foglalkoztatta Erdély helyzete, ezért 1907-ben a javaslatára jött létre a Székely Nemzeti Alap.
1940-ben hunyt el, sírja a miskolci ún. Deszka-temetőben (a református Deszkatemplom temetője) van. Nevét Miskolcon utca viseli. A róla elnevezett „Gálffy Ignác életmű-díjat” azoknak adományozzák, akik életük során Miskolc hírnevét öregbítették szakmai tevékenységükkel, emberi magatartásukkal. A díj 200 000 forint pénzjutalom, plakett és oklevél. Május 11-én, a város napján adják át minden évben.
Fia Gálffy Imre Miskolc polgármestere volt, aki 2013-ban, posztumusz megkapta a város díszpolgára címet.

## Fontosabb munkái
- A miskolczi ipariskola története és szervezete 1875–1885. Miskolc, 1885
- Azok a nehéz idők. Történeti regény, Miskolc, 1886
- Közönséges számtan. Miskolc, 1891
- Közművelődési egyesületeink feladatairól. Miskolc, 1905
- Az Országos Székely Szövetség és a Székely Nemzeti Alap. Miskolc, 1913
- Csak magunkban bízhatunk. Miskolc, 1927
- Miskolc (társszerző). Miskolc, 1929